# Protojaniroides
Protojaniroides är ett släkte av kräftdjur. Protojaniroides ingår i familjen Protojaniridae.
Kladogram enligt Catalogue of Life:
| Protojaniroides | \| \| Protojaniroides ficki \| \| \| \| \| \| Protojaniroides perbrincki \| \| \| \| |
|                 | \| \| Protojaniroides ficki \| \| \| \| \| \| Protojaniroides perbrincki \| \| \| \| |
|                 | Anneckella                                                                           |
|                 |                                                                                      |
|                 | Cuyojanira                                                                           |
|                 |                                                                                      |
|                 | Enckella                                                                             |
|                 |                                                                                      |
|                 | Namibianira                                                                          |
|                 |                                                                                      |
|                 | Protojanira                                                                          |
|                 |                                                                                      |
|                 | Protojaniroides ficki                                                                |
|                 |                                                                                      |
|                 | Protojaniroides perbrincki                                                           |
|                 |                                                                                      |

|  | Protojaniroides ficki      |
|  |                            |
|  | Protojaniroides perbrincki |
|  |                            |